# Eucalyptus bucknellii
Eucalyptus bucknellii là một loài thực vật có hoa trong Họ Đào kim nương. Loài này được Cambage mô tả khoa học đầu tiên năm 1926.